# 林仲贤
林仲贤（1931年—2011年），男，广东恩平人，中国知觉心理学家，中国心理学会会士、终身成就奖获得者，曾任中国心理学会理事长。